# Paul Lynch
Paul Lynch (Limerick, 9 de mayo de 1977) es un novelista irlandés conocido por su estilo poético y lírico, y su exploración de temas complejos. En 2023 obtuvo el Premio Booker por La canción del profeta,  su quinta novela.

## Biografía
Lynch nació en Limerick, en el suroeste de Irlanda, en mayo de 1977. Sus padres y toda su familia son de Limerick y otras partes del condado homónimo.    Cuando tenía nueve meses, sus padres se mudaron al norte del condado de Donegal en Úlster, la provincia del norte de Irlanda, donde se crio.    Sus padres se establecieron en el norte de Inishowen, una península en la costa norte del Úlster, y Lynch pasó el resto de su infancia y adolescencia en Malin Head y, más tarde, en Carndonagh.     Sus padres se mudaron a Inishowen debido al trabajo de su padre en el entonces Servicio de Rescate de Costas y Acantilados (CCRS), que más tarde se convirtió, en 1991, en el Servicio de Emergencia Marítima Irlandés (IMES; ahora llamado Guardia Costera Irlandesa).  Su madre era profesora de alfabetización de adultos y Paul era el hijo mediano de los tres hijos de sus padres.  No vive en el condado de Donegal desde 1995. Estudió inglés y filosofía en la Universidad Colegio Dublín (UCD), pero no se graduó. Reside desde hace mucho tiempo en Dublín,  donde anteriormente fue subeditor jefe adjunto y crítico de cine de The Sunday Tribune, antes de dedicarse a escribir ficción.  Tiene dos hijos y está separado de su esposa.  

## Obra
Su primera novela, Red Sky in Morning, fue objeto de una subasta de seis editoriales en Londres y le valió elogios en Estados Unidos y Francia, donde el libro fue finalista del Prix du Meilleur Livre Étranger de Francia (Premio al Mejor Libro Extranjero).  La novela se inspiró en un documental de televisión sobre la excavación de Duffy's Cut, un sitio cerca de Filadelfia donde, en la década de 1830, emigrantes irlandeses, principalmente del Úlster, fueron descubiertos en una fosa común anónima.  Explora temas de emigración, racismo y brutalidad y Alan Cheuse de NPR lo describió como el trabajo de un "joven maestro lapidario". 
La segunda novela de Lynch, The Black Snow, describe el regreso de un emigrante irlandés a su comunidad natal en el condado de Donegal y el posterior descenso a la tragedia cuando un establo se incendia.  La novela fue preseleccionada para numerosos premios y ganó el Prix Libr'à Nous de Francia a la mejor novela extranjera.  En The Sunday Times Ireland, Theo Dorgan calificó el libro como "un logro significativo". 
Su tercera novela, Grace (2017), es a la vez un bildungsroman y picaresca ambientada durante la gran hambruna irlandesa y cuenta la historia de la lucha de una joven por la supervivencia. La obra ganó el premio de novela irlandesa del año de Kerry Group  y fue preseleccionada para numerosos premios, incluido el premio Walter Scott de ficción histórica.  En una reseña, The New York Times dijo: "Lynch es un equilibrista con paso seguro... su prosa exuberante y poética [en Grace ] actúa deliberada y dolorosamente como contraste a la realidad de la hambruna". 
La cuarta novela de Lynch, Más allá del mar (2019), se inspiró en un hecho real y es una historia existencial que involucra a dos náufragos  en un barco en el Océano Pacífico.  La novela ha sido comparada con la obra de Ernest Hemingway, Samuel Beckett, Herman Melville, William Golding, Fyodor Dostoyevsky y Pablo Neruda por varios críticos,  y ganó el Prix Gens de Mers de Francia en 2022. 
La quinta novela de Lynch, Prophet Song, ha sido descrita como "un estudio escalofriante sobre cómo Irlanda se convierte en un estado fascista".  Según The New York Times, la novela recibió críticas mixtas en Irlanda y Gran Bretaña tras su publicación inicial.  The Guardian describió a Prophet Song como "una novela impresionante tanto en términos estilísticos como políticos",  y recibió el Premio Booker de 2023. 

## Temas y estilo literario
Las novelas de Lynch a menudo se centran en las pruebas del espíritu humano y examinan temas metafísicos y existencialistas tanto en entornos irlandeses como exóticos. Su trabajo explora temas como la alienación, el desplazamiento, el sufrimiento, la realidad, las creencias, la religión y la trascendencia, así como meditaciones sobre la memoria y la identidad.     
Los escritos de Lynch han sido descritos como "audaces, grandiosos, hipnóticos" y se le ha comparado con autores como Cormac McCarthy, William Faulkner, Herman Melville, Seamus Heaney y Samuel Beckett. Ha sido elogiado por su capacidad para combinar el lenguaje poético con un realismo descarnado y por sus conocimientos sobre la condición humana. Se le considera uno de los escritores irlandeses más importantes de su generación.  

## Premios y nominaciones
- 2013: Mejor debutante en Bord Gáis Irish Books of the Year, preseleccionado
- 2014: Prix du Meilleur Livre Étranger, finalista [27]
- 2014: Prix du Premier Roman, nominado [27]
- 2015: Prix du Roman Fnac, nominado [27]
- 2015: Premio Femina, nominada [27]
- 2016: Premio Literario de los Embajadores de la Francofonía de Irlanda, preseleccionado
- 2016: Prix des Lecteurs Privat, ganador [27]
- 2016: Premio Libr'à Nous a la mejor novela extranjera, ganadora [27]
- 2018: Premio a la novela irlandesa del año de Kerry Group, ganador [28]
- 2018: Premio Walter Scott, preseleccionado [27]
- 2018: Premio Internacional William Saroyan, preseleccionado [29]
- 2019: Gran Premio de L'Héroïne, preseleccionado [30]
- 2019: Prix Littérature Monde, preseleccionado [31]
- 2019: Premio Jean Monnet Delaware Literatura Européenne, preseleccionado [32]
- 2020: Premio Literario de los Embajadores de la Francofonía de Irlanda, ganador [33]
- 2022: Prix Gens de Mer, ganador [34]
- 2023: Premio Booker, ganador [35]